# フランシスコ・イゲラ
フランシスコ・イゲラ・フェルナンデス（Francisco Higuera Fernández、1965年1月30日 - ）は、スペイン・エストレマドゥーラ州エスクリアル出身の元サッカー選手。現役時代のポジションはFW。元スペイン代表。

## 個人成績
- キャリア通算 - 648試合117得点[1]
  - プリメーラ・ディビシオン - 367試合76得点
  - セグンダ・ディビシオン - 83試合14得点
  - セグンダ・ディビシオンB - 53試合1得点

## タイトル

### クラブ
レアル・サラゴサ
- コパ・デル・レイ : 1回 (1993-94)
- UEFAカップウィナーズカップ : 1回 (1994-95)